# Eleccions al Parlament d'Ucraïna de 2019
Les eleccions al Parlament d'Ucraïna de 2019 van ser unes eleccions anticipades al Parlament ucraïnès que es van celebrar el 21 de juliol de 2019 a gran part d'Ucraïna.
Inicialment, estaven previstes per a finals d'octubre, però es van avançar després que el recentment investit president Volodímir Zelenski dissolgués el parlament el 21 de maig de 2019, durant la seva presa de possessió. Les eleccions van donar com a resultat una majoria absoluta, una novetat a Ucraïna, per al partit Servidor del Poble del president Zelenski, amb 254 escons.
Al voltant del 80% dels candidats triats eren nous en el parlament; 83 diputats van aconseguir ser reelegits del parlament anterior i 13 diputats de convocatòries anteriors. Tots els diputats de Servidor del Poble eren nouvinguts a la política. El 61% dels nous diputats mai abans s'havia dedicat a la política.
De les 225 circumscripcions, 26 es van suspendre a causa de l'annexió de Crimea per part de Rússia el març de 2014 i a l'ocupació parcial en curs de l'óblast de Donetsk i l'óblast de Luhansk per forces separatistes de les autoproclamades República Popular de Donetsk i la República Popular de Luhansk (des d'abril de 2014).